# Dominique Strauss-Kahn
Dominique Gaston André Strauss-Kahn (Neuilly-sur-Seine, 1949. április 25. –) francia közgazdász, jogász és politikus. Beceneve DSK. A francia Szocialista Párt tagja; 1997 és 1999 között Franciaország gazdasági, ipari és pénzügyminisztere volt. 2007 novembere és 2011 májusa között a Nemzetközi Valutaalap (IMF) vezérigazgatója.

## Élete
Dominique Strauss-Kahn 1949. április 25-én született a Párizs melletti Neuilly-sur-Seine-ben, zsidó származású. Az egyetemet 1971-ben végezte el, 1977-ben pedig doktori címet szerzett. Ezután Nancyban és Nanterre-ben tanított a helyi egyetemeken. 1991-ben ipari miniszter lett a szocialisták 1993-as választási vereségéig. 1997 és 1999 között ismét tagja lett a kormánynak; ezúttal gazdasági-, ipari- és pénzügyminiszterként. 2007-ben – Nicolas Sarkozy elnök támogatásával – az IMF vezérigazgatója lett.
Dominique Strauss-Kahn 2007 novemberében öt évre vette át az IMF irányítását, azzal váltott ki elismerést, hogy a globális pénzügyi válság idején segített rávenni a világ vezetőit: pumpáljanak dollármilliárdokat a gazdaságba. De a francia IMF-vezér elsősorban a bajba jutott európai gazdaságok (a magyar, az izlandi a görög, az ír és a portugál) iránti elkötelezettsége – a kívülállók szerint elfogultsága – miatt vált ismertté.

## Szexbotránya
2011 májusában az amerikai rendőrség letartóztatta, szexuális bűncselekménnyel, nemi erőszak kísérletével és törvénytelen fogva tartással vádolta meg. A vád szerint Strauss-Kahn fellációra akarta kényszeríteni New York-i szállodájának szobalányát. 2011. május 19-én lemondott IMF vezetéséről. 2011. augusztus 23-án a New York-i bíróság az ügyész kérésére elejtette a vádakat Strauss-Kahn ellen. Az ügyész szerint bebizonyosodott, hogy a szobalány szavahihetősége megkérdőjelezhető. 2015-ben felmentették az alól a vád alól is, hogy szexmunkásokat segített beszerezni egy prostitúciós hálózatnak.
Az esemény hatására több más nő is régebben elkövetett nemi erőszak vádjával állt elő, számos újságcikk született magánéletéről és kicsapongó szexuális szokásairól. Felesége mindazonáltal kiállt mellette, egészen a 2013-as válásukig. A szexbotrány viszont annyira megtépázta hírnevét, hogy nem tudott elindulni a 2012-es franciaországi elnökválasztáson, ahol korábban az egyik fő esélyesként tartották számon.
2020-ban a Netflix, az érintett személyekkel készített interjúk alapján kiadta a Botrány a 2806-as szobában című dokumentumfilm-sorozatot, a Sofitel-ügy rekonstrukcióját és Strauss-Kahn által elkövetett állítólagos szexuális bántalmazások egyéb ismertté vált eseteit.